# Adonisea rosea
Adonisea rosea là một loài bướm đêm trong họ Noctuidae.